# Sean St Ledger
Sean St Ledger (Birmingham, 28 dicembre 1984) è un ex calciatore irlandese, di ruolo difensore.

## Carriera

### Club
Ha trascorso la maggior parte della sua carriera al Preston, di cui ha vestito la maglia dal 2006 al 2011.

### Peterborough United
Cresciuto a Solihull, Inghilterra, come tifoso dell'Aston Villa, la carriera di St Ledger è iniziata nel sistema giovanile del Peterborough United, dove ha giocato al fianco di Ryan Semple e Luke Steele, prima di entrare nella prima squadra nel 2002, giocando principalmente come difensore centrale, ma occasionalmente come terzino o a centrocampo. Si è trasferito al club della Football Conference Stevenage Borough in prestito nel gennaio 2004. Dopo un periodo in prestito allo Stevenage, St Ledger ha firmato un contratto triennale con il club. St Ledger è stato escluso dalla prima squadra e retrocesso in panchina, a causa del suo cattivo atteggiamento, in un pareggio 1-1 con il Lincoln City il 21 gennaio 2006.
È apparso nella serie di Sky, Big Ron Manager, uno sguardo dietro le quinte alla lotta del Peterborough United per entrare nei play-off della Football League Two alla fine della stagione 2005-2006.

### Nazionale
Pur essendo nato in Inghilterra, gioca per la Nazionale irlandese: suo nonno era infatti originario di Carlow. In Nazionale ha fatto il suo debutto nel 2009 segnando la prima rete contro l'Italia in una gara finita 2-2. Un anno più tardi, realizza una rete contro la Slovacchia nelle qualificazioni all'Europeo 2012..
Il 10 giugno 2012 esordisce all'Europeo segnando la rete del momentaneo pari contro la Croazia: l'Irlanda sarà sconfitta per 3-1.. Segna l'unica rete della sua nazionale in quell'edizione.